# Свети Иван Рилски (Габрово, Влахина)
„Свети Иван Рилски“ е късновъзрожденска българска църква, енорийски храм на влахинското село Габрово, част от Неврокопската епархия на Българската православна църква.

## История
Храмът е разположен в западния край на Самарджийската махала на селото. Построен е в 1905 година и в същата година към църквата е открито начално училище.